# Dolná Trnávka
Dolná Trnávka (en hongrois : Alsótárnok) est un village du district de Žiar nad Hronom, dans la région de Banská Bystrica, en Slovaquie.

## Histoire
La première mention écrite du village date de 1388.

## Démographie

### Évolution de la population
| Année:               | 1994. | 2004.   | 2014.   | 2024.   |
| -------------------- | ----- | ------- | ------- | ------- |
| Nombre de personnes: | 346   | 366     | 340     | 356     |
| Différence:          |       | +5,78 % | -7,10 % | +4,70 % |

| Année:               | 2023. | 2024.   |
| -------------------- | ----- | ------- |
| Nombre de personnes: | 354   | 356     |
| Différence:          |       | +0,56 % |